# Marthe Solange Achy Brou
Marthe Solange Achy Brou, née Biley en 1949 et morte le 10 novembre 2011 à Abidjan, est une femme politique ivoirienne.

## Biographie
Marthe Solange Achy Brou, membre du Parti démocratique de Côte d'Ivoire, est ministre de la Solidarité et des Affaires sociales en 2000 dans le gouvernement Diarra I. Elle est vice-présidente de l'Assemblée nationale, du Conseil économique et social et de l'Association internationale des maires francophones. Marthe Solange Achy Brou est députée à l'Assemblée nationale de 1976 à 1980 et de 1986 à 1990, et maire de Grand-Bassam de 1985 à 1990,.
Elle meurt le 10 novembre 2011 à Abidjan.